# Crawley (Hampshire)
Crawley – wieś i civil parish w Anglii, w Hampshire, w dystrykcie Winchester. W 2011 roku civil parish liczyła 418 mieszkańców. Crawley jest wspomniana w Domesday Book (1086) jako Crauuelie. W X w. Crawley nosiło nazwę Crawanlea, natomiast w XIII w. nazwa brzmiała Craule.